# Salvatore Andreola

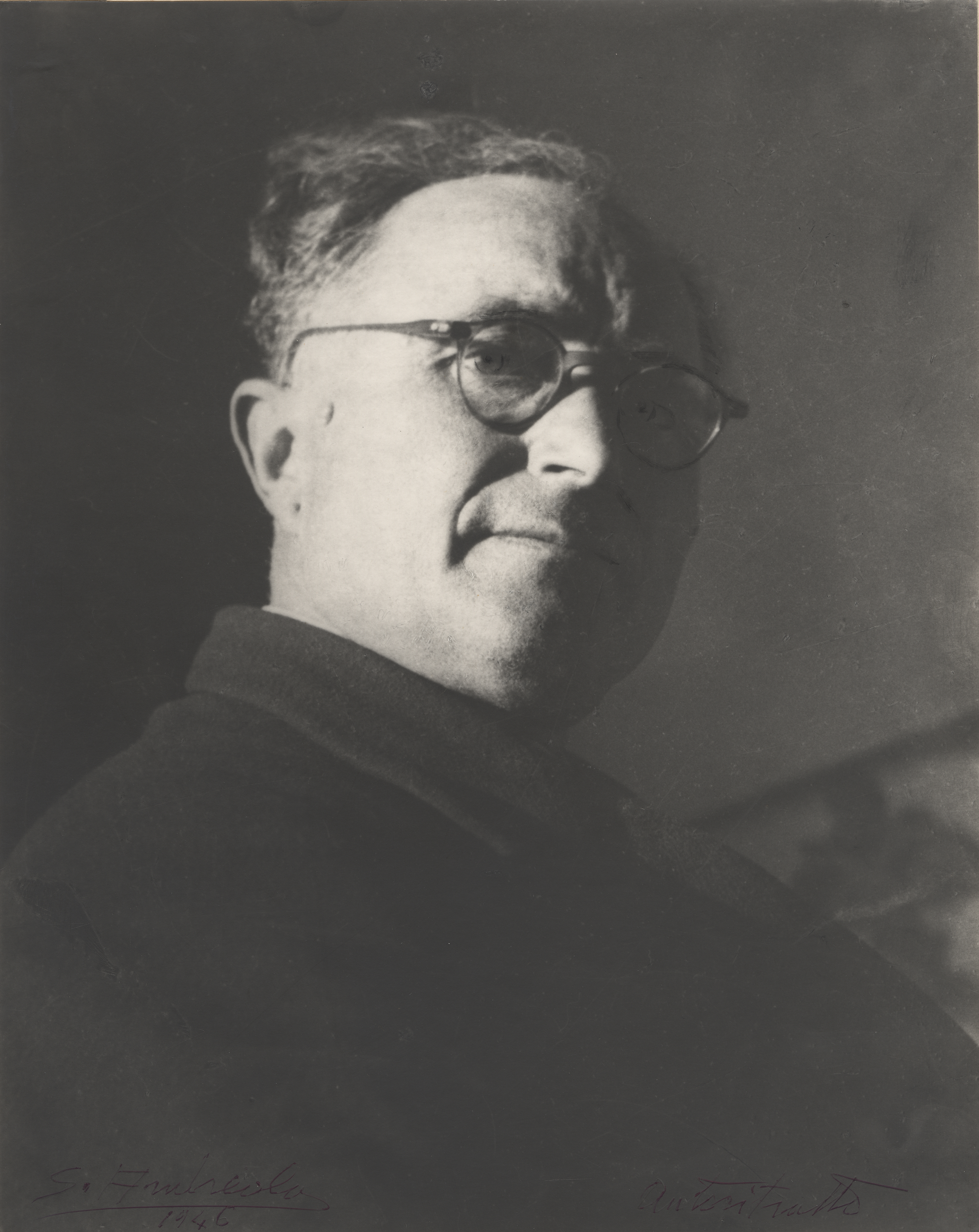
Salvatore Andreola, Autoritratto, gelatina al bromuro d'argento, 1946, Museo civico di Modena

Salvatore Andreola (Orsogna, 21 maggio 1890 – Milano, 17 dicembre 1970) è stato un fotografo italiano.

## Biografia
Salvatore Andreola nacque a Orsogna, in provincia di Chieti. Il padre, Egidio Andreola, e il nonno paterno si dedicarono al disegno e alla costruzione di mobili sacri e teatri. A Modena ebbe la possibilità di incontrare personalità di rilievo, in modo particolare gli artisti Giuseppe Graziosi e Gaetano Bellei, dai quali ricevette importanti insegnamenti.

Salvatore Andreola, Goriziana, gelatina al bromuro d'argento virata, 1915, Museo civico di Modena

### L'attività fotografica
Il giovane Andreola si formò come autodidatta nutrendo la passione per la fotografia già all’età di 10 anni leggendo le riviste di Rodolfo Namias e scattando la sua prima fotografia al padre Egidio nel 1905.
La sua macchina fotografica non si fermò nemmeno durante il servizio militare: inviato a Gorizia, Andreola riuscì ad ottenere nel 1920 il terzo posto nel concorso indetto dalla rivista mensile milanese "Il fotografo" con l'opera La Goriziana dando avvio ad una serie di importanti riconoscimenti.
In seguito alla disfatta di Caporetto, Andreola decise di stabilirsi definitivamente a Modena dove fu assunto come fotografo nell'Ospedale modenese. In pochi anni aprì il suo primo studio fotografico in via Modonella n.1, per poi trasferirsi nel 1925 nella vicina via Emilia n. 291.

#### Il suo avvicinamento al pittorialismo

Salvatore Andreola, Ritratto di donna, resinotipia, 1927, Museo civico di Modena

Salvatore Andreola fu un esponente del pittorialismo, corrente nata alla fine del XIX secolo con l’intento di elevare il mezzo fotografico ad arte, al pari della pittura. La fotografia era spesso considerata con disprezzo nell’ambito artistico, a causa del procedimento meccanico e automatico richiesto per la produzione delle immagini. Lo scopo dei pittorialisti era quello di rendere l’immagine fotografica il più simile possibile alla pittura grazie ad un’attenta ricerca di soggetti (ritratti, paesaggi) ripresi con luci morbide e sfocature, e ad un accuratissimo lavoro di stampa in camera oscura con tecniche come il bromolio e la gomma bicromata che davano una resa pittorica alla foto e la resinotipia.
Fra i principali esponenti di questo movimento artistico, diffuso in tutto il mondo, ricordiamo: Robert Demachy  e Camille Puyo (Francia), Alfred Stieglitz e Edward Steichen (USA), Yasuzo Noijma (Giappone). In Italia tra i principali fotografi che hanno aderito alla corrente artistica del pittorialismo troviamo Guido Rey e Domenico Riccardo Peretti Griva.

### La partecipazione alle Esposizioni

Salvatore Andreola, Adolescente, gelatina al bromuro d'argento, 1930, Museo civico di Modena

Andreola partecipò all’Esposizione Internazionale di Torino nel 1923 e, nello stesso anno, un suo ritratto alla gomma bicromata fu l’unica opera italiana ammessa all’Esposizione Internazionale di Londra. Un anno dopo partecipò a fianco dei maestri del pittorialismo come Robert Demacy e Guido Rey all’importantissimo Salon International de Photographie di Parigi che decretò il successo europeo di questa corrente artistica e dello stesso Andreola. Fu chiamato, in breve tempo, ad esporre anche a Bruxelles, Toronto, Madrid, Buenos Aires.
Tra gli anni Venti e gli anni Sessanta Andreola tornò ad esibire le sue fotografie in Italia, in particolar modo a Roma, Firenze, Modena, Reggio Emilia, Correggio, Milano, Bologna.
In un articolo pubblicato nel novembre 1931 sul giornale "Emporium" dal titolo Un artista della fotografia: Salvatore Andreola per la prima volta il nome di Andreola fu accostato alla figura dell' "artista" da Giuseppe Dario Fanfulli che scrive: "[...] Credo che la fotografia possa, in determinate circostanze, divenir arte, specialmente se essa è abilmente sfruttata da un uomo d'ingegno, di acuta e vivace sensibilità. [...] Anche la fotografia [...] diventa mezzo di interpretazione e non di semplice e morta ricopiatura di linee, di segni e di luce dal vero; prende contenuto e poesia, significato ed evidenza".
Nel 1934 ricevette apprezzamenti dal maestro Mascagni, Francesco Sapori, Vittorio Grassi e Filiberto Scarpelli per la sua personale di Roma. Tra i più significativi si ricordano le parole del pittore ritrattista Lodovico Lambertini “Io che sono pittore ritrattista e ho sempre avuto in disprezzo la fotografia (meccanica, fredda riproduttrice della natura) debbo finalmente arrendermi davanti alle pittoriche artistiche creazioni del Sign Andreola e ricredermi sulle possibilità dell’obbiettivo fotografico quando questo sia guidato da una intelligenza e da un animo sensibile”.
Una sua mostra personale del 1965 fu tenuta nella Sala di Cultura (in seguito Galleria Civica) presso Palazzo dei Musei, nel 1995 la Galleria Civica organizzò una personale dal titolo Modena per la fotografia e nello stesso anno furono esposte due sue fotografie, Adolescente e Mascagni, nella mostra L’io e il suo doppio allestita dalla Biennale di Venezia. La mostra del 2010 promossa dal Fotomuseo Panini e dal Museo Civico di Modena fu l’ultimo omaggio dedicato al fotografo.

### Il ritratto
La sua specialità fu il ritratto in studio, con una particolare attenzione all’utilizzo della luce naturale e alla ricerca di interpretazione psicologica del soggetto ripreso. Egli stesso nei suoi scritti dichiara di voler riprendere nei ritratti l’uso della luce fatto da Rembrandt e Guido Reni e di cercare di far emergere con essa non solo il volto esteriore, ma anche quello interiore della persona fotografata. Gli ottimi risultati ottenuti gli valsero grande fama non solo in città.
Nel 1955 pubblicò il libro La psicologia nell'arte del ritratto, a coronamento di un costante e appassionato impegno nel perseguire un ideale artistico, quello del ritratto, nelle sue implicazioni psicologiche. Si meritò tra le varie attestazioni di stima quelle di autorevoli personalità del mondo dell'arte quali Giulio Carlo Argan, Lionello Venturi e Bernard Berenson.

### La donazione al Museo Civico di Modena e al Museo del Cinema di Torino
Nel 1965 Andreola donò il nucleo più sostanzioso delle sue fotografie al Museo Civico di Modena, mentre una selezione più ridotta di opere fu destinata tra il 1967 e il 1970 al Museo del Cinema di Torino.

Il padre Egidio
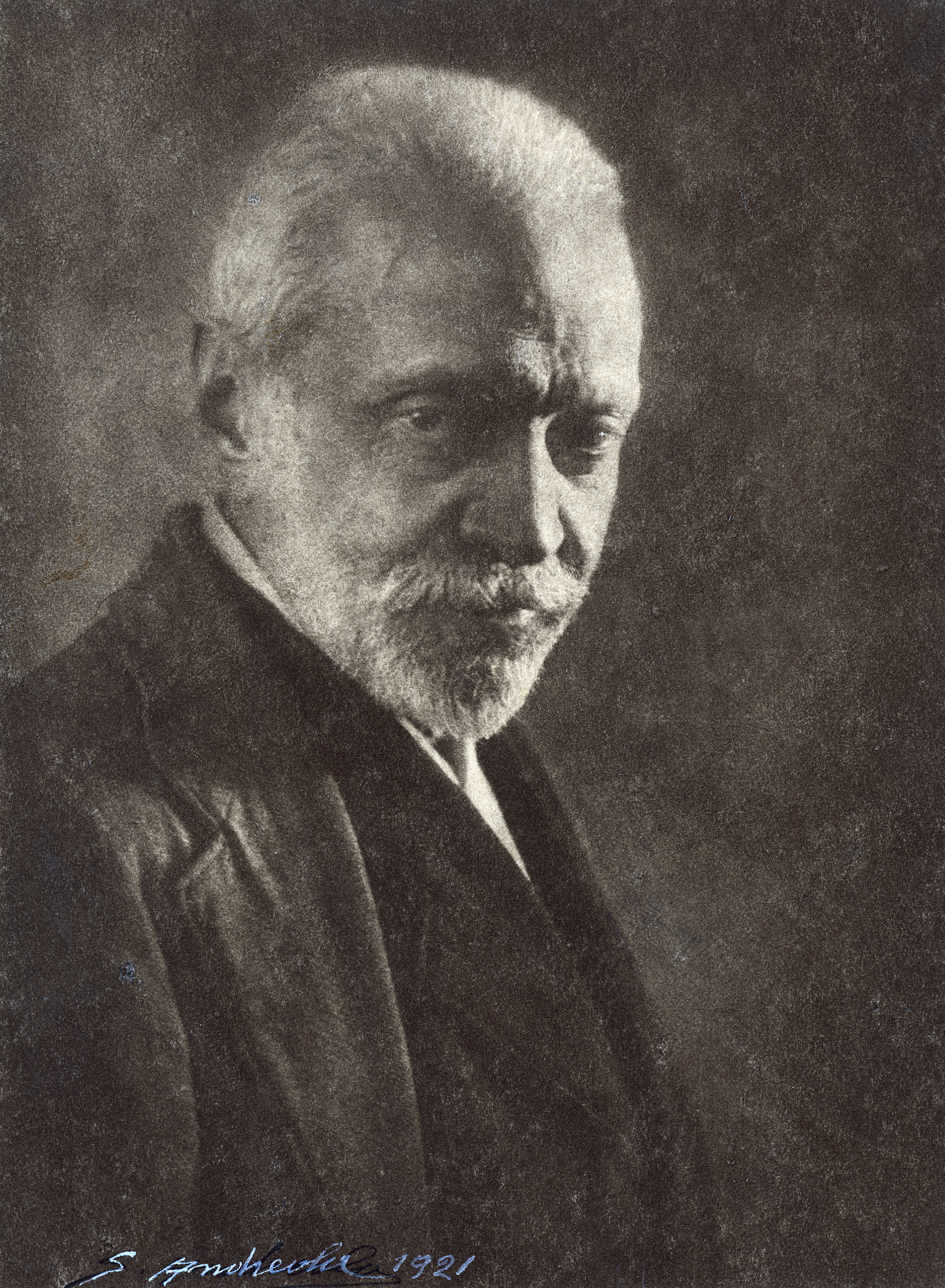
Il pittore Gaetano Bellei
Ritratto di donna
Il musicista Pietro Mascagni
L'editore Angelo Fortunato Formiggini
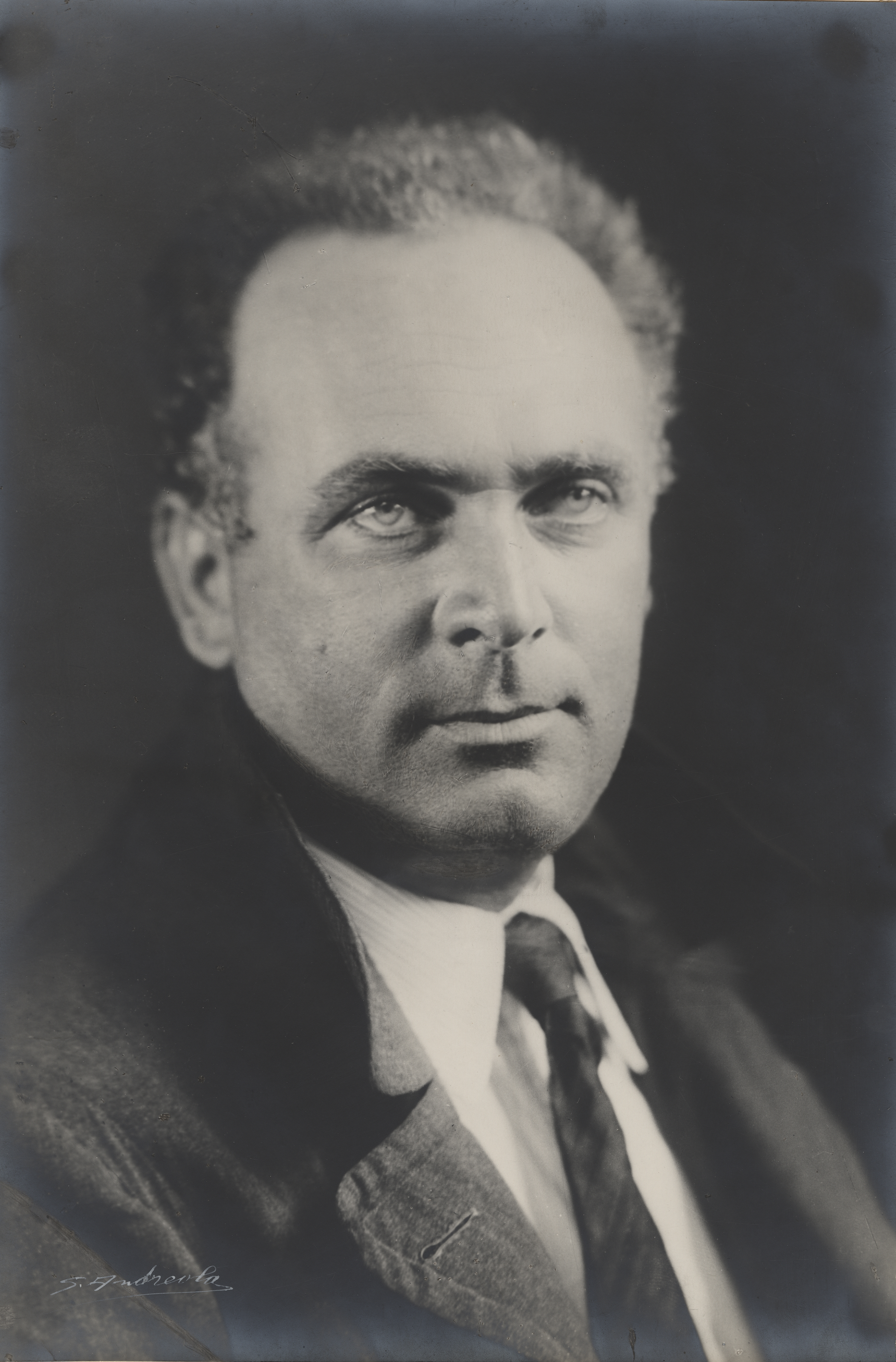
Il poeta Guido Cavani
Monelli al Panaro